# Eishockey-Oberliga 2014/15
Die Eishockey-Oberliga, die dritthöchste Spielklasse im deutschen Eishockey, wurde in der Saison 2014/15 zum fünften Mal in vier regionalen Gruppen ausgespielt. Der Spielbetrieb der Gruppen Nord und Süd wurde vom Deutschen Eishockey-Bund (DEB) organisiert, die Gruppe West vom Eissportverband Nordrhein-Westfalen und die Gruppe Ost vom Eissportverband Sachsen-Anhalt.

## Oberliga Nord
Die Oberliga Nord umfasste das Gebiet der Bundesländer Bremen, Hamburg, Mecklenburg-Vorpommern, Niedersachsen und Schleswig-Holstein. Der Spielbetrieb wurde vom DEB organisiert.

### Teilnehmer und Modus
Der Adendorfer EC zog sich aus finanziellen Gründen in die Regionalliga zurück. Stattdessen nahm der Aufsteiger ESC Wedemark an der Oberliga Nord teil. Da es keine Absteiger aus der DEL2 oder weitere Aufsteiger aus der Regionalliga gab, blieb es bei neun teilnehmenden Mannschaften.
Die Hauptrunde wurde als Doppelrunde vom 4. Oktober 2014 bis zum 13. Februar 2015 ausgetragen. Anschließend wurde in einer Pre-Playoff-Runde (8. gegen 9. in Best-of-Two) und darauf folgenden Playoffs (Viertelfinale in Best-of-Seven-, Halbfinale in Best-of-Five-, Finale in Best-of-Three-Modus) bis zum 24. März der Meister ermittelt. Die beiden Finalteilnehmer waren darüber hinaus für das Viertelfinale der Aufstiegs-Playoffs qualifiziert.

### Stadien
| Verein                     | Stadionname                                     | Stadionkapazität |
| -------------------------- | ----------------------------------------------- | ---------------- |
| Hannover Indians           | Eisstadion am Pferdeturm                        | 4.608            |
| ESC Wedemark Scorpions     | Ice House Mellendorf                            | 3.800            |
| Grafschafter EC 2011       | Eissporthalle Grafschaft Bentheim               | 3.500            |
| EC Harzer Falken           | Eisstadion Braunlage                            | 2.548            |
| Crocodiles Hamburg         | Eissporthalle Farmsen                           | 2.300            |
| Rostock Piranhas           | Eishalle Rostock                                | 2.000            |
| EHC Timmendorfer Strand 06 | Eissport- und Tenniszentrum Timmendorfer Strand | 1.900            |
| Hamburger SV               | Eisstadion Stellingen                           | 1.500            |
| Hannover Scorpions         | Eishalle Langenhagen                            | 1.450            |

### Hauptrunde
| Pl. | Mannschaft                 | Sp. | S  | OTS | OTN | N  | Pkt. | T   | GT  | Diff. |
| --- | -------------------------- | --- | -- | --- | --- | -- | ---- | --- | --- | ----- |
| 1.  | Hannover Indians           | 32  | 22 | 4   | 3   | 3  | 77   | 159 | 87  | +072  |
| 2.  | Hannover Scorpions         | 32  | 23 | 2   | 0   | 7  | 73   | 163 | 75  | +088  |
| 3.  | EC Harzer Falken           | 32  | 19 | 2   | 3   | 8  | 64   | 167 | 100 | +067  |
| 4.  | Rostock Piranhas           | 32  | 17 | 2   | 3   | 10 | 58   | 194 | 127 | +067  |
| 5.  | Hamburger SV               | 32  | 13 | 2   | 4   | 13 | 47   | 124 | 122 | +002  |
| 6.  | Crocodiles Hamburg         | 32  | 11 | 5   | 1   | 15 | 44   | 137 | 160 | −023  |
| 7.  | EHC Timmendorfer Strand 06 | 32  | 9  | 0   | 2   | 21 | 29   | 115 | 155 | −040  |
| 8.  | Grafschafter EC 2011       | 32  | 7  | 1   | 0   | 24 | 23   | 99  | 207 | −108  |
| 9.  | ESC Wedemark Scorpions (N) | 32  | 5  | 0   | 2   | 25 | 17   | 89  | 214 | −125  |

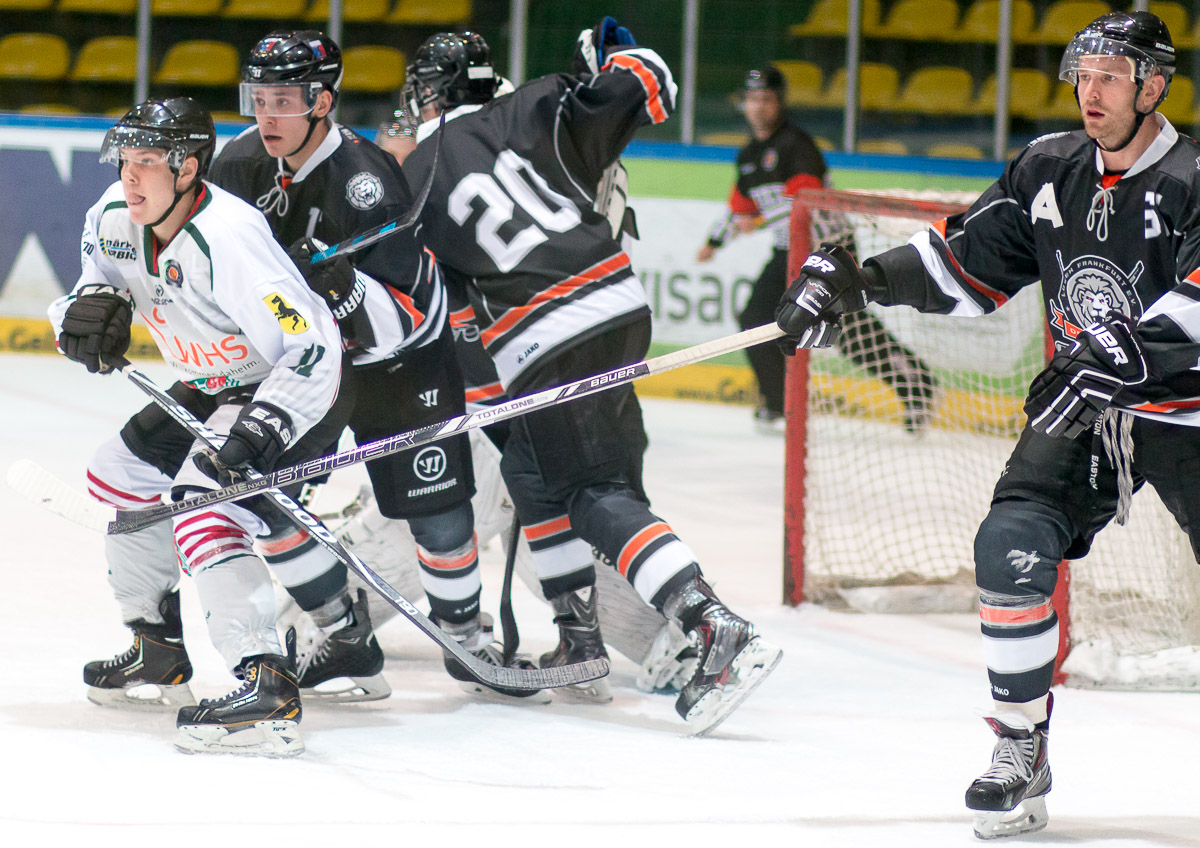
Spielszene Löwen Frankfurt II gegen Herner EV (November 2014)

Quelle: Pointstreak, Abkürzungen: Pl. = Tabellenplatz, Sp. = Spiele, S = Siege (3 Punkte), OTS = Siege nach Verlängerung oder Penaltyschießen (2 Punkte), OTN = Niederlagen nach Verlängerung oder Penaltyschießen (1 Punkt), N = Niederlagen (0 Punkte), Pkt. = Punkte, T = Tore, GT = Gegentore, Diff. = Tordifferenz, (A) = Absteiger, (N) = Aufsteiger

### Playoffs

#### Pre-Playoffs
Die angedachte Pre-Playoff-Runde im Modus "Best-of-Two" wurde aufgrund des laufenden Insolvenzverfahrens des Grafschafter EC 2011 überflüssig. Die ESC Wedemark Scorpions erreichten als Tabellenletzter kampflos das Viertelfinale.

#### Playoff-Baum
Die erste Runde der Playoffs wird im Modus „Best-of-Seven“ ausgespielt, die zweite Runde im Modus „Best-of-Five“ und das Finale im Modus „Best-of-Three“. Die beiden Finalisten sind für das Viertelfinale der Aufstiegsplayoffs qualifiziert.
| Viertelfinale | Viertelfinale          | Viertelfinale |   |                    | Halbfinale         | Halbfinale | Halbfinale |  |  | Finale | Finale | Finale |
|               |                        |               |   |                    |                    |            |            |  |  |        |        |        |
| 1             | Hannover Indians       | 4             |   |                    |                    |            |            |  |  |        |        |        |
| 9             | ESC Wedemark Scorpions | 0             |   |                    |                    |            |            |  |  |        |        |        |
|               |                        |               | 1 | Hannover Indians   | 3                  |            |            |  |  |        |        |        |
|               |                        |               |   | 4                  | Rostock Piranhas   | 0          |            |  |  |        |        |        |
| 4             | Rostock Piranhas       | 4             |   |                    |                    |            |            |  |  |        |        |        |
| 5             | Hamburger SV           | 1             |   |                    |                    |            |            |  |  |        |        |        |
|               |                        |               | 1 | Hannover Indians   | 1                  |            |            |  |  |        |        |        |
|               |                        |               |   | 2                  | Hannover Scorpions | 2          |            |  |  |        |        |        |
| 2             | Hannover Scorpions     | 4             |   |                    |                    |            |            |  |  |        |        |        |
| 7             | EHC Timmendorf         | 0             |   |                    |                    |            |            |  |  |        |        |        |
|               |                        |               | 2 | Hannover Scorpions | 3                  |            |            |  |  |        |        |        |
|               |                        |               |   | 3                  | EC Harzer Falken   | 0          |            |  |  |        |        |        |
| 3             | EC Harzer Falken       | 4             |   |                    |                    |            |            |  |  |        |        |        |
| 6             | Crocodiles Hamburg     | 2             |   |                    |                    |            |            |  |  |        |        |        |
|               |                        |               |   |                    |                    |            |            |  |  |        |        |        |

#### Viertelfinale
|                                           | Serie | 1   | 2     | 3   | 4   | 5   | 6   | 7 |
| ----------------------------------------- | ----- | --- | ----- | --- | --- | --- | --- | - |
| Hannover Indians – ESC Wedemark Scorpions | 4:0   | 8:2 | 4:3OT | 6:0 | 5:0 | –   | –   | – |
| Rostock Piranhas – Hamburger SV           | 4:1   | 4:8 | 4:2   | 5:4 | 3:1 | 6:0 | –   | – |
| Hannover Scorpions – EHC Timmendorf       | 4:0   | 4:1 | 3:2   | 5:2 | 5:0 | –   | –   | – |
| EC Harzer Falken – Crocodiles Hamburg     | 4:2   | 5:2 | 1:4   | 5:2 | 2:7 | 7:1 | 9:5 | – |

#### Halbfinale
|                                       | Serie | 1   | 2    | 3   | 4 | 5 |
| ------------------------------------- | ----- | --- | ---- | --- | - | - |
| Hannover Indians – Rostock Piranhas   | 3:0   | 5:2 | 11:5 | 6:0 | – | – |
| Hannover Scorpions – EC Harzer Falken | 3:0   | 5:1 | 4:3  | 6:4 | – | – |

#### Finale
|                                       | Serie | 1   | 2   | 3   |
| ------------------------------------- | ----- | --- | --- | --- |
| Hannover Indians – Hannover Scorpions | 1:2   | 4:2 | 0:4 | 1:2 |

## Oberliga Ost
Die Oberliga Ost umfasste das Gebiet der Bundesländer Berlin, Brandenburg, Sachsen, Sachsen-Anhalt und Thüringen. Ausrichter war erstmals der Eissportverband Sachsen-Anhalt.

### Teilnehmer und Modus
Der ERV Chemnitz 07 meldete Insolvenz an und zog sich daher aus der Liga zurück. Da keine Mannschaft aus der Ost-Gruppe in die DEL2 aufgestiegen war und es auch keine Absteiger aus der DEL2 gab, nahmen zunächst nur sieben Mannschaften an der Oberliga Ost teil. Durch die Ende September 2014 erfolgte Insolvenzanmeldung für den EHC Jonsdorfer Falken schieden diese aus und es nahmen nur noch sechs Mannschaften an der Hauptrunde teil.
Die Hauptrunde wurde in Form einer Doppelrunde ausgespielt, die bis zum 18. Januar 2015 abgeschlossen wurde und wonach die Mannschaften auf Platz 1 bis 4 an der Oberliga Mitte Endrunde mit den Mannschaften der Oberliga West teilnahmen.

### Stadien
| Verein              | Stadionname            | Stadionkapazität |
| ------------------- | ---------------------- | ---------------- |
| Icefighters Leipzig | Fexcom Eisarena        | 2.500            |
| Saale Bulls Halle   | Sparkassen-Eisdom      | 2.500            |
| EHC Erfurt          | Eissportzentrum Erfurt | 1.200            |
| ELV Tornado Niesky  | Waldstadion Niesky     | 1.300            |
| EHV Schönheide 09   | Eisstadion Schönheide  | 1.500            |
| FASS Berlin         | Erika-Heß-Eisstadion   | 3.500            |

### Hauptrunde
| Pl. | Mannschaft          | Sp. | S  | OTS | OTN | N  | Pkt. | T   | GT  | Diff. |
| --- | ------------------- | --- | -- | --- | --- | -- | ---- | --- | --- | ----- |
| 1.  | Icefighters Leipzig | 20  | 16 | 0   | 0   | 4  | 48   | 106 | 49  | +57   |
| 2.  | Saale Bulls Halle   | 20  | 13 | 1   | 1   | 5  | 42   | 81  | 55  | +26   |
| 3.  | EHC Erfurt          | 20  | 8  | 3   | 0   | 9  | 30   | 93  | 82  | +11   |
| 4.  | ELV Tornado Niesky  | 20  | 7  | 2   | 3   | 8  | 28   | 68  | 73  | −05   |
| 5.  | EHV Schönheide 09   | 20  | 7  | 1   | 0   | 12 | 23   | 74  | 80  | −06   |
| 6.  | FASS Berlin         | 20  | 2  | 0   | 3   | 15 | 9    | 42  | 125 | −83   |

Quelle: Hockeyweb,
Abkürzungen: Pl. = Tabellenplatz, Sp. = Spiele, S = Siege (3 Punkte), OTS = Siege nach Verlängerung oder Penaltyschießen (2 Punkte), OTN = Niederlagen nach Verlängerung oder Penaltyschießen (1 Punkt), N = Niederlagen (0 Punkte), Pkt. = Punkte, T = Tore, GT = Gegentore, Diff. = Tordifferenz

## Oberliga West
Die Oberliga West umfasst das Gebiet der Bundesländer Hessen, Nordrhein-Westfalen, Rheinland-Pfalz und Saarland. Der Spielbetrieb wird vom Eissportverband Nordrhein-Westfalen organisiert.

### Teilnehmer und Modus
Der Aufstieg der Kassel Huskies und der Löwen Frankfurt in die DEL2 bedingte, dass sich die West-Gruppe der Oberliga in dieser Saison lediglich aus einem Teilnehmerfeld von acht Mannschaften zusammensetzte, da es keinen Absteiger aus der DEL2 gab und sich der Königsborner JEC aus finanziellen Gründen zurückzog. Aufsteiger waren zum einen der EHC Neuwied, sowie die Zweitvertretung der Frankfurter Löwen. Neuwied erreichte nach einem einjährigen Gastspiel in der Regionalliga West den sofortigen Wiederaufstieg und ersetzte damit die ebenfalls zurückgezogene Mannschaft der Grefrather EG.
Die Hauptrunde wurde in einer Doppelrunde ausgespielt, die bis zum 18. Januar 2015 beendet wurde.
- Der Erstplatzierte der Hauptrunde wurde Meister der Oberliga West.
- Die Mannschaften auf Platz 1 bis 4 nach der Hauptrunde nahmen an der Endrunde der Oberliga Mitte mit den Mannschaften aus der Oberliga Ost teil.
- Die Mannschaften auf Platz 5 bis 8 nach der Hauptrunde spielten mit den Mannschaften auf Platz 5 und 6 der Oberliga Ost den Oberliga Mitte Pokal aus.
- Die Mannschaften auf Platz 5 bis 8 nach der Hauptrunde nahmen an der Oberliga West Relegationsrunde mit den Mannschaften auf Platz 1 bis 4 der Regionalliga West teil.

### Stadien
| Verein                              | Stadionname                        | Stadionkapazität |
| ----------------------------------- | ---------------------------------- | ---------------- |
| Löwen Frankfurt II                  | Eissporthalle Frankfurt            | 6.990            |
| Füchse Duisburg                     | Scania-Arena                       | 4.840            |
| ESC Moskitos Essen                  | Eissporthalle Essen-West           | 3.850            |
| Ratinger Ice Aliens                 | Eissporthalle Ratingen am Sandbach | 3.800            |
| Herner EV 2007                      | Gysenberghalle                     | 3.467            |
| Neusser EV                          | Eissporthalle Südpark              | 2.850            |
| Lippe-Hockey-Hamm „Hammer Eisbären“ | Maximilian Eissporthalle           | 2.000            |
| EHC Neuwied                         | Icehouse Neuwied                   | 2.100            |

### Hauptrunde
| Pl. | Mannschaft             | Sp. | S  | OTS | OTN | N  | Pkt. | T   | GT  | Diff. |
| --- | ---------------------- | --- | -- | --- | --- | -- | ---- | --- | --- | ----- |
| 1.  | Füchse Duisburg        | 28  | 25 | 1   | 0   | 2  | 77   | 230 | 42  | +188  |
| 2.  | EHC Neuwied (N)        | 28  | 19 | 1   | 0   | 8  | 59   | 164 | 101 | +063  |
| 3.  | Herner EV              | 28  | 18 | 1   | 2   | 7  | 58   | 160 | 72  | +088  |
| 4.  | Moskitos Essen         | 28  | 18 | 1   | 1   | 8  | 57   | 147 | 59  | +088  |
| 5.  | Ratinger Ice Aliens    | 28  | 11 | 0   | 1   | 16 | 34   | 99  | 155 | −056  |
| 6.  | Hammer Eisbären        | 28  | 7  | 1   | 1   | 19 | 24   | 82  | 152 | −070  |
| 7.  | Neusser EV             | 28  | 4  | 2   | 2   | 20 | 18   | 69  | 171 | −102  |
| 8.  | Löwen Frankfurt 1B (N) | 28  | 3  | 0   | 0   | 25 | 9    | 59  | 258 | −199  |

Quelle: Hockeyweb,
Abkürzungen: Pl. = Tabellenplatz, Sp. = Spiele, S = Siege (3 Punkte), OTS = Siege nach Verlängerung oder Penaltyschießen (2 Punkte), OTN = Niederlagen nach Verlängerung oder Penaltyschießen (1 Punkt), N = Niederlagen (0 Punkte), Pkt. = Punkte, T = Tore, GT = Gegentore, Diff. = Tordifferenz, N = Aufsteiger

## Oberliga Mitte

### Modus
An der Verzahnungsrunde „Oberliga Mitte“ nehmen die vier ersten Mannschaften der Oberligen Ost und West teil. Die nach einer Einfachrunde beiden besten Teams waren für das Viertelfinale der Aufstiegsplayoffs qualifiziert.

### Teilnehmer
| West: - Füchse Duisburg - EHC Neuwied (N) - Herner EV - Moskitos Essen | Ost: - Icefighters Leipzig - Saale Bulls Halle - Black Dragons Erfurt - ELV Tornado Niesky |

### Endrunde
| Pl. | Mannschaft           | Sp. | S  | OTS | OTN | N  | Pkt. | T  | GT | Diff. |
| --- | -------------------- | --- | -- | --- | --- | -- | ---- | -- | -- | ----- |
| 1.  | Füchse Duisburg      | 14  | 12 | 0   | 1   | 1  | 37   | 79 | 26 | +53   |
| 2.  | Icefighters Leipzig  | 14  | 11 | 0   | 1   | 2  | 34   | 67 | 33 | +34   |
| 3.  | Saale Bulls Halle    | 14  | 8  | 0   | 1   | 5  | 25   | 45 | 35 | +10   |
| 4.  | ESC Moskitos Essen   | 14  | 7  | 1   | 0   | 6  | 23   | 42 | 35 | +07   |
| 5.  | EHC Neuwied          | 14  | 6  | 2   | 0   | 6  | 22   | 48 | 48 | 0     |
| 6.  | Herner EV            | 14  | 4  | 1   | 0   | 9  | 14   | 41 | 52 | −11   |
| 7.  | Black Dragons Erfurt | 14  | 2  | 0   | 1   | 11 | 7    | 31 | 68 | −37   |
| 8.  | ELV Tornado Niesky   | 14  | 2  | 0   | 0   | 12 | 6    | 23 | 79 | −56   |

Quelle: Hockeyweb.de,
Abkürzungen: Pl. = Tabellenplatz, Sp. = Spiele, S = Siege (3 Punkte), OTS = Siege nach Verlängerung oder Penaltyschießen (2 Punkte), OTN = Niederlagen nach Verlängerung oder Penaltyschießen (1 Punkt), N = Niederlagen (0 Punkte), Pkt. = Punkte, T = Tore, GT = Gegentore, Diff. = Tordifferenz, N = Aufsteiger

## Oberliga Süd
Die Oberliga Süd umfasste das Gebiet Baden-Württemberg und Bayern wurde unter der Regie des DEB gespielt.

### Teilnehmer und Modus
Da die Schweinfurt Mighty Dogs trotz sportlichen Klassenerhalts ihre Mannschaft aus der Oberliga aus finanziellen Gründen zurückzogen, konnte der 1. EV Weiden als sportlicher Absteiger in der Liga verbleiben. Da kein Team aus der DEL2 in die Oberliga Süd abgestiegen war, handelte es sich bei dem Aufsteiger aus der Bayernliga, dem ERC Sonthofen, um den einzigen Neuling in der Süd-Gruppe.
Die Hauptrunde (Doppelrunde) startete am 26. September 2014 mit dem ersten Spieltag und endete am 1. März 2015.

### Stadien
| Verein          | Stadionname                          | Stadionkapazität |
| --------------- | ------------------------------------ | ---------------- |
| EV Regensburg   | Donau Arena                          | 4.961            |
| EHC Bayreuth    | Städtisches Kunsteisstadion Bayreuth | 4.705            |
| EC Bad Tölz     | Hacker-Pschorr-Arena                 | 4.300            |
| VER Selb        | NETZSCH Arena                        | 4.082            |
| Deggendorfer SC | Eissporthalle an der Trat            | 4.000            |
| EV Füssen       | Eisstadion am Kobelhang              | 3.691            |
| EHC Freiburg    | Franz-Siegel-Halle                   | 3.500            |
| TSV 1862 Erding | Eissporthalle Erding                 | 2.576            |
| 1. EV Weiden    | Hans-Schröpf-Arena                   | 2.560            |
| EC Peiting      | Eisstadion Peiting                   | 2.500            |
| ERC Sonthofen   | Eissporthalle Sonthofen              | 2.200            |
| EHC Klostersee  | Eissporthalle Grafing                | 1.730            |

### Hauptrunde
Abschlusstabelle
| Pl. | Mannschaft        | Sp. | S  | OTS | OTN | N  | Pkt. | T   | GT  | Diff. |
| --- | ----------------- | --- | -- | --- | --- | -- | ---- | --- | --- | ----- |
| 1.  | EHC Freiburg      | 44  | 27 | 7   | 4   | 6  | 99   | 201 | 103 | +98   |
| 2.  | VER Selb          | 44  | 27 | 5   | 2   | 10 | 93   | 187 | 118 | +69   |
| 3.  | EV Regensburg     | 44  | 27 | 4   | 1   | 12 | 90   | 204 | 146 | +58   |
| 4.  | EHC Bayreuth      | 44  | 26 | 4   | 3   | 11 | 89   | 194 | 128 | +66   |
| 5.  | Tölzer Löwen      | 44  | 20 | 3   | 3   | 18 | 69   | 159 | 161 | −02   |
| 6.  | EC Peiting        | 44  | 18 | 3   | 8   | 15 | 68   | 146 | 154 | −08   |
| 7.  | EHC Klostersee    | 44  | 20 | 1   | 3   | 20 | 65   | 144 | 128 | +16   |
| 8.  | Deggendorfer SC   | 44  | 18 | 2   | 4   | 20 | 62   | 120 | 154 | −34   |
| 9.  | ERC Sonthofen (N) | 44  | 15 | 2   | 3   | 24 | 52   | 135 | 187 | −52   |
| 10. | Erding Gladiators | 44  | 9  | 4   | 3   | 28 | 38   | 147 | 196 | −49   |
| 11. | EV Füssen         | 44  | 8  | 4   | 4   | 28 | 36   | 125 | 195 | −70   |
| 12. | 1. EV Weiden      | 44  | 8  | 2   | 3   | 31 | 31   | 109 | 201 | −92   |

Quelle: Pointstreak, Abkürzungen: Pl. = Tabellenplatz, Sp. = Spiele, S = Siege (3 Punkte), OTS = Siege nach Verlängerung oder Penaltyschießen (2 Punkte), OTN = Niederlagen nach Verlängerung oder Penaltyschießen (1 Punkt), N = Niederlagen (0 Punkte), Pkt. = Punkte, T = Tore, GT = Gegentore, Diff. = Tordifferenz

### Playoffs
In den Ausscheidungs-Playoffs der Oberliga-Süd wurden die vier Teilnehmer der Aufstiegsplayoffs in „Best-of-Seven“-Serien ermittelt.
|               |   |                 | Serie | 1   | 2     | 3   | 4     | 5   | 6   | 7 |
| ------------- | - | --------------- | ----- | --- | ----- | --- | ----- | --- | --- | - |
| EHC Freiburg  | – | Deggendorfer SC | 4:0   | 4:0 | 2:1OT | 6:2 | 5:0   | –   | –   | – |
| VER Selb      | – | EHC Klostersee  | 4:1   | 1:3 | 6:2   | 3:0 | 4:2   | 4:0 | –   | – |
| EV Regensburg | – | EC Peiting      | 4:2   | 4:2 | 3:4OT | 9:0 | 3:4OT | 3:2 | 3:2 | – |
| EHC Bayreuth  | – | Tölzer Löwen    | 4:0   | 8:4 | 5:4   | 6:2 | 3:1   | –   | –   | – |

### Playdowns
Die Mannschaften, die nach Abschluss der Hauptrunde die Plätze neun bis zwölf belegten, ermittelten in zwei Playdown-Runden, die im Modus Best-of-five gespielt wurden, den Absteiger in die Bayernliga oder Regionalliga Südwest.
|                   |   |              | Serie | 1   | 2   | 3   | 4   | 5   |
| ----------------- | - | ------------ | ----- | --- | --- | --- | --- | --- |
| ERC Sonthofen     | – | 1. EV Weiden | 3:2   | 7:1 | 3:5 | 5:2 | 1:2 | 5:2 |
| Erding Gladiators | – | EV Füssen    | 3:2   | 8:2 | 8:3 | 7:9 | 2:3 | 8:4 |

Der ERC Sonthofen und die Erding Gladiators hatten sich damit sportlich für die Oberliga Süd 2015/16 qualifiziert.
|           |   |              | Serie | 1   | 2   | 3   | 4 | 5 |
| --------- | - | ------------ | ----- | --- | --- | --- | - | - |
| EV Füssen | – | 1. EV Weiden | 0:3   | 1:3 | 1:2 | 4:6 | – | – |

## Play-offs
In den Play-offs trafen im Viertelfinale die Teams der Oberliga-Nord und Oberliga-Mitte aufeinander, während die Süd-Teams noch unter sich spielen. Insgesamt wurden 3 Runden im Modus „Best-of-Five“ gespielt. Der Sieger dieser Playoffs war Oberligameister der Saison 2014/15 und sportlich für die DEL2 2015/16 qualifiziert.

### Qualifizierte Teams
Folgende Mannschaften hatten sich für die Aufstiegsrunde zur DEL 2 qualifiziert.
| - Hannover Indians - Hannover Scorpions - Icefighters Leipzig - Füchse Duisburg | - EHC Freiburg - EHC Bayreuth - VER Selb - EV Regensburg |

### Playoff-Baum
| Viertelfinale | Viertelfinale       | Viertelfinale |    |                 | Halbfinale          | Halbfinale | Halbfinale |  |  | Finale | Finale | Finale |
|               |                     |               |    |                 |                     |            |            |  |  |        |        |        |
| S1            | EHC Freiburg        | 3             |    |                 |                     |            |            |  |  |        |        |        |
| S4            | EHC Bayreuth        | 0             |    |                 |                     |            |            |  |  |        |        |        |
|               |                     |               | S1 | EHC Freiburg    | 3                   |            |            |  |  |        |        |        |
|               |                     |               |    | M2              | Icefighters Leipzig | 0          |            |  |  |        |        |        |
| N1            | Hannover Scorpions  | 1             |    |                 |                     |            |            |  |  |        |        |        |
| M2            | Icefighters Leipzig | 3             |    |                 |                     |            |            |  |  |        |        |        |
|               |                     |               | S1 | EHC Freiburg    | 3                   |            |            |  |  |        |        |        |
|               |                     |               |    | M1              | Füchse Duisburg     | 2          |            |  |  |        |        |        |
| M1            | Füchse Duisburg     | 3             |    |                 |                     |            |            |  |  |        |        |        |
| N2            | Hannover Indians    | 0             |    |                 |                     |            |            |  |  |        |        |        |
|               |                     |               | M1 | Füchse Duisburg | 3                   |            |            |  |  |        |        |        |
|               |                     |               |    | S3              | EV Regensburg       | 1          |            |  |  |        |        |        |
| S2            | VER Selb            | 2             |    |                 |                     |            |            |  |  |        |        |        |
| S3            | EV Regensburg       | 3             |    |                 |                     |            |            |  |  |        |        |        |
|               |                     |               |    |                 |                     |            |            |  |  |        |        |        |

### Viertelfinale
Die Spiele fanden am 27., 29. und 31. März und am 2. und 4. April statt.
|                                          | Serie | 1   | 2      | 3      | 4   | 5   |
| ---------------------------------------- | ----- | --- | ------ | ------ | --- | --- |
| EHC Freiburg – EHC Bayreuth              | 3:0   | 4:1 | 6:3    | 4:1    | –   | –   |
| Hannover Scorpions – Icefighters Leipzig | 1:3   | 1:5 | 1:4    | 5:4 OT | 2:5 | –   |
| VER Selb – EV Regensburg                 | 2:3   | 4:2 | 4:5 OT | 4:3 OT | 2:5 | 1:5 |
| Füchse Duisburg – Hannover Indians       | 3:0   | 5:0 | 12:1   | 11:1   | –   | –   |

### Halbfinale
Die Spiele fanden am 6., 8., 10. und 12. April statt.
|                                    | Serie | 1    | 2   | 3   | 4   | 5 |
| ---------------------------------- | ----- | ---- | --- | --- | --- | - |
| EHC Freiburg – Icefighters Leipzig | 3:0   | 11:1 | 4:1 | 8:3 | –   | – |
| Füchse Duisburg – EV Regensburg    | 3:1   | 3:1  | 6:2 | 1:3 | 6:1 | – |

### Finale
Die Spiele fanden am 17., 19., 21., 24. und 26. April 2015 statt.
|                                | Serie | 1   | 2   | 3   | 4   | 5   |
| ------------------------------ | ----- | --- | --- | --- | --- | --- |
| EHC Freiburg – Füchse Duisburg | 3:2   | 5:1 | 2:3 | 2:0 | 3:5 | 1:0 |